# Jean-Michel Huon de Kermadec

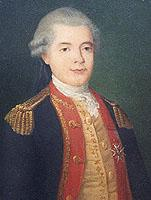
Jean-Michel Huon de Kermadec

Jean-Michel Huon de Kermadec (Bohars, Finistère, Bretagne in Frankrijk, 12 september 1748 – Balade op Nieuw-Caledonië, 6 mei 1793) was een Franse marineofficier en ontdekkingsreiziger.

## Levensloop
Als Frans marineofficier was Huon de Kermadec actief in gevechten tegen de Engelsen tijdens de Amerikaanse Onafhankelijkheidsoorlog, bij de Slag bij Ouessant (1778), de inname van Grenada (1779) en van Savannah (1779).
Hij werd in augustus 1791 gekozen tot bevelhebber van het linieschip de Espérance op de zogenaamde expeditie Bruni d'Entrecasteaux, een zoektocht geleid door Antoine de Bruni d’Entrecasteaux naar de verloren geraakte expeditie van Jean-François de La Pérouse. De expeditie vertrok op 29 september 1791 uit Brest en verkende Tasmanië, Nieuw-Caledonië, Nieuw-Guinea en de Santa Cruzeilanden (nu onderdeel van de Salomonseilanden). In september 1792 was de expeditie in de Molukken, die ze gedurende vijf weken verkende. Tijdens de reis deed Jean-Michel Huon de Kermadec wetenschappelijk onderzoek. Hij overleed echter tijdens deze reis in mei 1793 aan tuberculose. Hij werd begraven op Île Poudioué (Nieuw-Caledonië). De expeditie Bruni d'Entrecasteaux slaagde er niet in een spoor van La Pérouse te vinden.

## Eerbewijzen
Naar hem zijn de Kermadeceilanden genoemd, net als de diepzeetrog ten noorden van Nieuw-Zeeland, het Huondal, de Huonrivier en de plaats Huonville op Tasmanië en het Huonschiereiland en de gelijknamige baai in het noorden van Papoea-Nieuw-Guinea. Daarnaast zijn er verschillende planten en bomen die naar hem zijn vernoemd. De conifeer Lagarostrobos franklinii heet in het Engels Huonpine, het op Nieuw-Caledonië voorkomende geslacht Kermadecia uit de familie van de Proteaceae en de altijd groene loofboom Metrosideros kermadecensis op de Kermadeceilanden.
Ook een straat in Bohars is naar hem genoemd.